# Archibald Yell
Archibald Yell (9 de Agosto de 1797 – 23 de Fevereiro de 1847) foi um político americano que exerceu como Representantes dos EUA pelo Arkansas de 1836 até 1839 e 1845 até 1846. Foi o segundo Governador do Arkansas, exercendo de 1840 até 1844. Yell foi morto em combate na Batalha de Buena Vista no dia 23 de Fevereiro de 1847.

## Primeiros anos
Yell provavelmente nasceu em Kentucky ou Tennessee, embora sua lápide mostra a Carolina do Norte como seu local de nascimento. Sua família estabeleceu-se primeiro no Condado de Jefferson, na parte oriental do estado, depois mudaram-se para Rutherford, no Centro do Tennessee, e finalmente estabeleceram-se no Condado de Bedford, ao sul. Quando jovem, Yell participou da Guerra Creek, servindo em 1813 e no início de 1814 sob o comando do General Andrew Jackson. Em 1814 e 1815, durante a Guerra de 1812, serviu com Jackson na Louisiana, inclusive na Batalha de Nova Orleães. Voltou ao Tennessee e estudou direito como aprendiz jurídico. Foi aceito na Ordem em Fayetteville, Tennessee. Em 1818, juntou-se ao exército de Jackson durante a Primeira Guerra Seminole na Flórida. Era ativo na Maçonaria e foi o Grão-Mestre do Tennessee em 1830.

## Carreira política

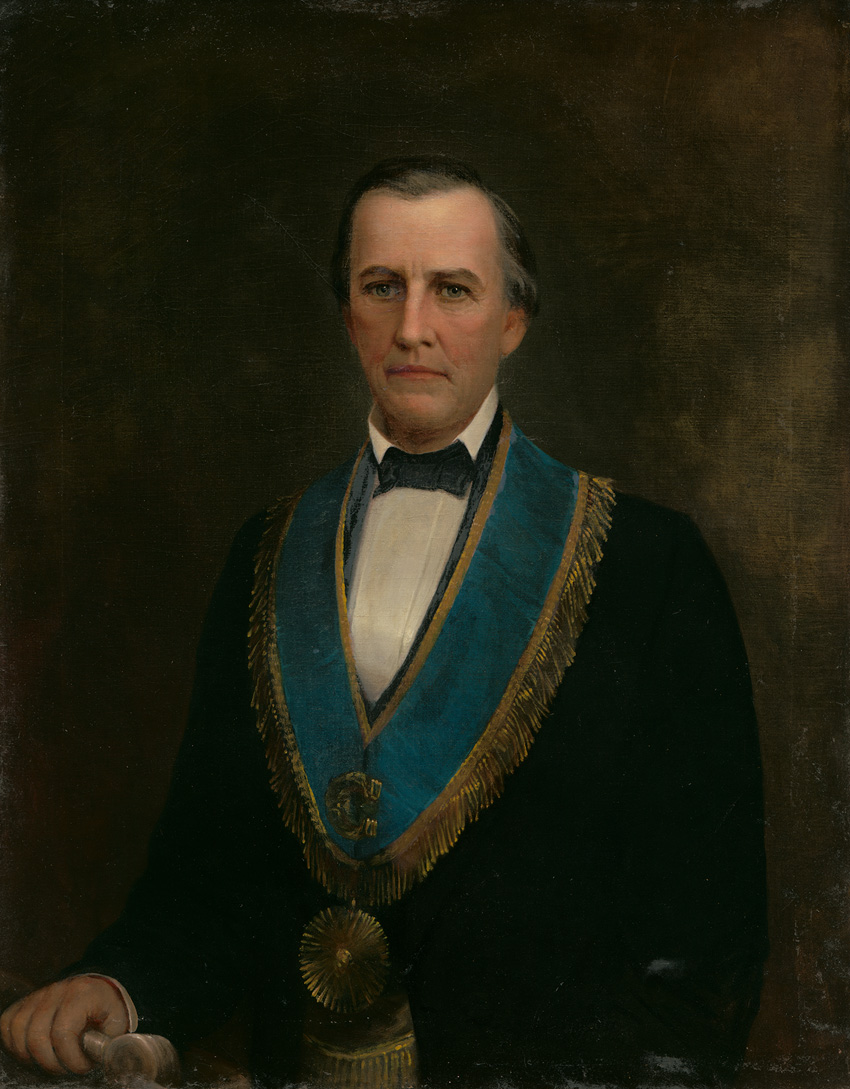
Archibald Yell como Grão-Mestre do Tennessee em 1831

Ativo no Partido Democrata, Yell mudou-se para o Território do Arkansas em 1831 para chefiar o cartório federal em Little Rock. O governo federal ofereceu a ele o governo do Território da Flórida no ano seguinte, mas recusou. No dia 21 de Março de 1832, Yell foi nomeado General Ajudante de Campo da Milícia Territorial com o posto de Coronel no lugar do Coronel Whorton Rector que havia renunciado. Seu tempo como General Ajudante de Campo foi aparentemente interrompido pela malária. Yell saiu do Arkansas por um tempo para recuperar-se no Tennessee, mas em 1835 retornou ao Arkansas, tendo sido apontado como juiz territorial. Era um forte defensor e amigo pessoal do Presidente James K. Polk. Pouco antes de assumir o cargo em 1845, Polk enviou Yell ao Texas em defesa por sua anexação à união. É relatado que recuperou sozinho um criminoso de um salão local e levou-o fisicamente ao tribunal.
Yell foi eleito para a Câmara dos Representantes dos EUA em 1836, depois que o Arkansas foi aceito na União. Exerceu um mandato, de 5 de Dezembro de 1836 até 3 de Março de 1839. Enquanto esteve em Washington, foi um forte defensor do Estado texano e favoreceu um exército mais forte. Nessa época, criou a primeira loja maçônica no Arkansas em Fayetteville.
Em 1840, Yell foi eleito Governador do Arkansas. Concentrou-se em melhorias internas, pois era necessária infraestrutura para beneficiar os plantadores e agricultores. Também trabalhou para controlar melhor os bancos e apoiou a educação pública. Yell renunciou ao cargo de governador para concorrer novamente ao Congresso em 1844, aos 47 anos, e ganhou o cargo. Teria sido o ativista perfeito. Diz-se que em uma parada da campanha venceu uma partida de tiro, doou carne aos pobres e comprou uma garrafa de uísque para a público.

## Guerra Mexicano-Americana
Logo depois que ficou com seu cargo no Congresso, a Guerra Mexicano-Americana começou. Yell retornou ao Arkansas e formou o Regimento da Infantaria do Arkansas. Mais tarde, vários de seus homens alcançaram notoriedade no Arkansas, incluindo o futuro governador John Selden Roane e os futuros generais Confederados Albert Pike, Solon Borland e James Fleming Fagan. Sua cavalaria elaborou um registro de insubordinação. O General John E. Wool, comandante dos voluntários no Arkansas, disse que estavam "totalmente sem instrução, e o Coronel Yell está determinado a (deixá-los) nessa situação". Yell, continuou tendo uma "total ignorância de seus deveres como Coronel". Durante a Guerra Mexicano-Americana, foi brevemente General de Brigada dos Voluntários dos Estados Unidos.

## Morte
No dia 23 de Fevereiro de 1847, Yell foi morto em combate na Batalha de Buena Vista aos 49 anos. Foi originalmente sepultado no campo de batalha no México. Seu corpo foi removido e devolvido ao Arkansas para o sepultamento no Waxhaws Cemetery, em Fayetteville. Quando o Evergreen Cemetery foi construído na cidade, os Maçons providenciaram para que seu corpo fosse realocado e reintegrado na seção maçônica daquele cemitério.

## Vida pessoal
Yell conheceu Mary Scott no Condado de Bedford, Tennessee, onde eram vizinhos. Casaram-se em 1821 depois que começou a construir sua advocacia. Teve uma filha, Mary, que nasceu no dia 5 de Janeiro de 1823. Mary Scott Yell morreu de complicações após o nascimento da filha. Alguns anos depois, em 1828, casou-se com Nancy Moore, de Danville, Kentucky. Tiveram quatro filhos antes de sua morte. Mais tarde, casou-se com Maria (McIlvaine) Ficklin, viúva. Não tiveram filhos. Maria morreu no dia 15 de Outubro de 1838, enquanto exercia no Congresso. Seu sobrinho James Yell tornou-se Major-General da Milícia do Arkansas durante a Guerra Civil Americana.

## Legado
Condado de Yell e Yellville são em homagem a ele. Um grupo de milícia antes da guerra de Helena, conhecidos como "Yell Rifles", também é em homenagem a ele.